# キウドゥーノ
キウドゥーノ（伊: Chiuduno ( 音声ファイル)）は、イタリア共和国ロンバルディア州ベルガモ県にある、人口約6,000人の基礎自治体（コムーネ）。

## 地理

### 位置・広がり
ベルガモ県南東部のコムーネ。県都ベルガモから東南東へ15km、ブレシアから西北西へ30km、州都ミラノから東北東へ56kmの距離にある。

#### 隣接コムーネ
隣接するコムーネは以下の通り。
- ボルガレ
- カロッビオ・デッリ・アンジェリ
- グルメッロ・デル・モンテ
- テルガーテ

### 地震分類
イタリアの地震リスク階級 (it) では、3 に分類される
。